# James Morgan Walsh
James Morgan Walsh (* 23. Februar 1897 in Geelong, Victoria; † 29. August 1952 in Weston-super-Mare, Somerset) war ein australischer Schriftsteller.

## Leben
Walsh war ein Sohn des Geschäftsmanns Thomas Patrick Walsh und dessen Ehefrau Kate Morgan. Nach dem Besuch der Grundschule in seiner Heimatstadt besuchte er für kurze Zeit das Xavier College in Melbourne. Dieses verließ er bereits 1912 wieder um im väterlichen Geschäft mitzuarbeiten.
Aus dieser Zeit stammen auch seine ersten literarischen Versuche. 1922 ließ sich Walsch zusammen mit seiner Familie in Melbourne nieder. Durch seine schriftstellerischen Versuche ermutigt, widmete er sich ab 1923 nur noch dem Schreiben.
Am 1. Januar 1925 heiratete Walsh in der St. Joseph’s Church von Port Melbourne Louisa Mary Murphy. Mit ihr hatte er zwei Kinder, eine Tochter und einen Sohn. Die Hochzeitsreise führte sie nach England und war gleichzeitig auch ein Auswandern. Walsh ließ sich zusammen mit seiner Ehefrau in London nieder. Zwischen 1927 und 1929 besuchten sie nochmal ihre alte Heimat. 1938 ließ sich Walsh mit seiner Familie in Weston-super-Mare nieder. Er starb mit 55 Jahren am 29. August 1952 und fand dort auch seine letzte Ruhestätte.

## Rezeption
Bereits 1913 konnte Walsh mit einer Kurzgeschichte erfolgreich als Schriftsteller debütieren; 1921 konnte er seinen ersten Roman  veröffentlichen. Walsh Œuvre spannt sich vom Kriminal- und Spionageroman bis hin zum reinen Abenteuer- und SF-Roman.
Unter seinem eigenen Namen veröffentlichte er fast sechzig Bücher. Daneben benutzte er die Pseudonyme H. Haverstock Hill, Jack Carew und George M. White. Unter erstem verfasste er fünf und unter zweitem Jack Carew drei Kriminalromane.
Sein Publikum liebte ihn und die offizielle Literaturkritik sah ihn als „Edward Phillips Oppenheim bzw. Edgar Wallace Australiens“. Man verglich ihn auch mit Louis Becke und Beatrice Grimshaw.

## Werke (Auswahl)

### Als James Morgan Walsh

#### Kriminalromane
- The white mask, George H. Doran 1925
  - Die weiße Maske, P. Steegemann 1930, Übersetzerin Eva Mellinger, DNB 576869945
- The company of shadows, John Hamilton 1926
  - Männer im Dunkel, P. Steegemann 1930, Übersetzer Klaus Thomas, DNB 368788857
- The hairpin mystery, Hamilton 1926
  - Drei Haarnadeln,  Deutscher Verlag 1938, Übersetzer Klaus Thomas, DNB 36300548X
- The images of Hân, John Hamilton 1927
  - Die grünen Augen, P. Steegemann 1930, Übersetzer Richard Petersen, DNB 576869880
- The Man behind the curtain, Cornstalk 1927
  - Der Mann hinter dem Vorhang, P. Steegemann 1931, Übersetzer  Karl Sohm, DNB 576869929
- The Mystery of the crystal skull, John Hamilton 1927
  - Mord im Kino, P. Steegemann 1932, Übersetzer Schmidt-Schulze, DNB 57686997X
- The Crimes of Cleopatra's Needle, John Hamilton 1928
  - Der Mann aus Harek, P. Steegemann 1931, Übersetzer Klaus Thomas, DNB 576869848
- The black Cross, John Hamilton 1928
  - Das schwarze Kreuz, Schildhorn 1934, Übersetzer Klaus Thomas, DNB 576869856
- Exit Simeon Hex, John Hamilton 1930
  - Simeon Hex, P. Steegemann 1931, Übersetzer Klaus Thomas, DNB 576869872
- The black ghost, John Hamilton 1930
  - Schüsse in die Nacht, P. Steegemann 1931, Übersetzer Klaus Thomas, DNB 576869864
- The mystery of the green caterpillars, John Hamilton 1930
  - Tod im Autobus, P. Steegemann 1933, Übersetzer Klaus Thomas, DNB 576869961
- King's Messenger, Collins 1933
  - Der Geheimkurier, Goldmann 1934, Übersetzer Hans Herdegen, DNB 576869953
- The Secret Service Girl, W. P. Nimmo 1933
  - Hinter jener Mauer, Schildhorn 1935, Übersetzer Hans Herdegen, DNB 576869988
- Lady Incognito, W. Collins 1932
  - Die Nebelbanditen, Goldmann 1935, Übersetzer Hans Herdegen, DNB 576869910
- Bandits of the night, John Hamilton 1933
  - Die Dame mit dem blauen Schleier, Schildhorn 1935, Übersetzer Hans Herdegen, DNB 57686983X
- Time to kill, Collins 1949
  - Der Nächste bitte, Amsel Verlag 1954, Übersetzer Michael O'Ellin, DNB 455360855

#### Science-Fiction
- Vandals of the Void, John Hamilton 1931, OCLC 7522423
- Secret Weapons, Collins 1940
- Vanguard To Neptune, Cherry Tree / Fantasy Books 1953

### Als Stephen Maddock
- A woman of destiny, Collins, London 1933
- The white siren, Collins, London 1934
- Gentlemen of the night, Collins, London 1934
- Danger after Dark, Collins, London 1934
- Conspirators in Capri, The Albatross 1937, DNB 580632377
- The eye at the keyhole, Collins, London 1935
- Conspirators three, Collins, London 1936
- Forbidden frontiers, Collins, London 1936
- Conspirators at Large, Collins, London 1937
- Lamp-Post 592, Collins, London 1938

### Als H. Haverstock Hill
- Anne of Flying gap. Hodder, London 1926.
- Spoil of the desert. Hodder & Stoughton, London 1927.
- The golden Isle. Hodder & Stoughton, London 1928.
- Golden Harvest. Hodder & Stoughton, London 1929.
- The secret of the crater. Hurst & Blackett, London 1930.
- Terror Out of Space, Teck Publications 1934

### Als Jack Carew
- The Leather Glove. London 1927.
- The secret of the Stargazers' Club. London 1931.
- The Silver Idol. London 1931.